# Melquíades Valderrama Sáenz de la Peña
Melquíades Valderrama Sáenz de la Peña (La Serena, 1838-Santiago, 1895) fue un político chileno, ministro e intendente.
Hijo de don Juan Fernández de Valderrama y Ontol del Olmet  y doña Maria Dolores Sainz de la Peña y Sainz de la Peña, hija de Bernardo Sainz de la Peña Gutiérrez de Garmilla, español  de Consejo de lavín, Cantabria y de Juana Manuela Sainz de la Peña Fernandez de la Peña, y hermano de Adolfo Valderrama Sainz de la Peña.
Se graduó de abogado el 14 de junio de 1860 a los 22 años. Fue relator de la Corte de Apelaciones de Santiago, intendente de la provincia de Valdivia (1877), Ministro de Relaciones Exteriores y Colonización (5 de julio de 1880), gerente del Banco Agrícola (1888) y ministro de la Corte de Apelaciones de Santiago en 1891.
Ocupó la cartera de Justicia, Cultura e instrucción Pública, en carácter de subrogante (16 de noviembre de 1880 y 18 de diciembre de 1880) y del Interior con el mismo carácter (2 de febrero de 1881).[cita requerida]
Contrajo matrimonio con Adela Varela Córdovez con la cual tuvo tres hijos: Melquíades, Sofía y Ana Luisa.[cita requerida]